# Symmorfologie
Symmorfologie is de onderzoekstak van de vegetatiekunde waarin de vegetatiestructuur van vegetatie(typen) wordt bestudeerd. Soms wordt ook het onderzoek naar vegetatietextuur en de soortenrijkdom tot deze onderzoekstak gerekend. Kleuren(patronen) van vegetatie behoren niet het onderzoeksobject van de symmorfologie.

## Etymologie
Het woord symmorfologie is ontstaan uit het prefix sym (tezamen), morfé (vorm) en het suffix logíā (studie).